# Педерсен, Хельга (норвежский политик)
Хельга Педерсен (норв. Helga Pedersen; род. 13 января 1973, Сёр-Варангер, Финнмарк) — норвежский саамский политик; в прошлом член Стортинга и министр рыболовства и береговой администрации Норвегии (2005—2009), председатель парламентской фракции Норвежской рабочей партии (2009—2013), мэр фюльке Финнмарк (2003—2005).

## Биография
Родилась 13 января 1973 года в самом восточном регионе Норвегии — Сёр-Варангере, но позднее семья переехала в местечко Вестертана в коммуне Тана. Отец — Терье Педерсен (род. 1941) занимался сельским хозяйством, рыболовством, был региональным политиком, мать — Йордис Лангхолм (Hjørdis Langholm) (род. 1942, Jæren) работала дипломированной медсестрой. Вместе с тремя братьями Хельга выросла в окружении саамской культуры.

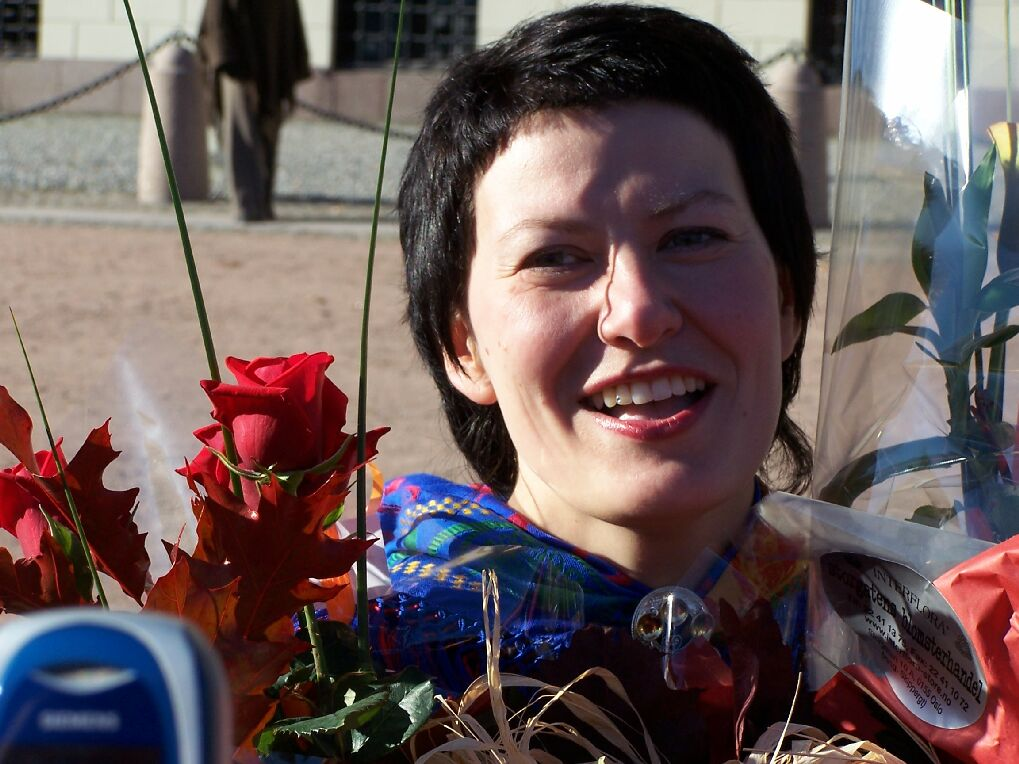
Хельга Педерсен в период работы министром рыболовства и береговой администрации Норвегии (2005)

Окончила начальную школу в Вестертана и вторую ступень — в Вадсё. Год обучалась в лицее в Байё (Франция). В 1996 году окончала отделение русистики в Бергенском университете, получив диплом бакалавра, а в 1998 году получил диплом в области истории в университете Тромсё.
С 1992 по 1993 годы работала в качестве ассистента учителя и учителем в сельской школе Boftsa Oppvekstsenter в коммуне Тана.
С 1998 по 2000 годы работала в качестве консультанта по строительству в администрации Финнмарка.
Официально Педерсен и две её дочери принадлежат к саамскому норвежскому меньшинству и пользуются рядом привилегий при выборах в Саамский парламент Норвегии, а также в области налогообложения в сельском хозяйстве. Педерсен свободно говорит на северносаамском языке и одевает традиционную саамскую одежду на официальные приёмы и торжества.

## Политическая карьера
Политическая карьера началась рано. В 19 лет стала лидером молодёжной рабочей лиги, позже служила политической советницей. В 30 лет была избрана мэром округа Финнмарка. С апреля по октябрь 2001 года была назначена политическим советником в Министерстве промышленности и торговли. В 2005 году была назначена министром рыбных хозяйств и прибрежных дел.
На местном уровне она была заместителем члена Совета округа Финнмарк с 1999 по 2003 год, и мэром округа с 2003 по 2005 год. В 2007 году была избрана заместителем руководителя рабочей партии, как первая женщина. После выборов 2009 года Педренс была выбрана парламентским лидером рабочей партии, поэтому подала в отставку как министр рыболовства. Хельга оставалась на должности лидера до проигрыша на парламентских выборах 2013 года.
Педерсен была названа потенциальным кандидатом для руководства партии труда, после того как Йенс Столтенберг ушёл в отставку, чтобы стать генеральным секретарем НАТО. В 2014 году Педерсен была переизбрана.